# Gösta Åsbrink
Gösta Åsbrink (né le 18 novembre 1881 et décédé le 19 avril 1966) est un sportif suédois. Aux Jeux olympiques d'été de 1908, il obtient une médaille d'or avec ses coéquipiers lors du concours général de gymnastique artistique par équipes. En 1912, aux Jeux olympiques de Stockholm, il devient vice-champion olympique de pentathlon moderne.